# RADOM-7
RADOM-7 (Radiation Dose Monitor) – bułgarski instrument naukowy (dozymetr spektrometryczny) do precyzyjnego pomiaru promieniowania kosmicznego opracowany przez Instytut Badań Przestrzeni Kosmicznej Bułgarskiej Akademii Nauk.
Urządzenie było zamontowane na indyjskim orbiterze Księżyca Chandrayaan-1, funkcjonującym od października 2008 do sierpnia 2009 roku. Aparat został wyłoniony w drodze międzynarodowego konkursu ofert, pokonując projekty z 30 krajów. Centralne Laboratorium Oddziaływań Słońce-Ziemia Bułgarskiej Akademii Nauk wzięło udział w misji Chandrayaan-1 w ramach projektu finansowanego przez Bułgarską Akademię Nauk oraz Narodowy Fundusz Badań „Badanie pól promieniowania galaktycznego i kosmicznych promieni słonecznych wokół Księżyca w celu oceny ryzyka dla zdrowia przyszłych astronautów”.  
Kolejne trzy instrumenty zostały rozmieszczone na Międzynarodowej Stacji Kosmicznej. 
RADOM-7 jest 256-kanałowym dozymetrem spektrometrycznym do pomiaru promieniowania kosmicznego. Waży 160 gramów a jego wymiary to 110 mm × 40 mm × 20 mm. 
Służył on do jakościowej i ilościowej charakterystyki pola promieniowania z galaktycznych i słonecznych źródeł promieni kosmicznych, czyli określenia strumienia cząstek, zdeponowanego spektrum energii i zgromadzonych dawek promieniowania w orbicie w przestrzeni Księżyca w różnych wysokościach i szerokościach geograficznych. Dane te będą wykorzystane do oceny ryzyka promieniowania jonizującego na zdrowie, wydajność i długość misji oraz wymagań ochrony radiacyjnej dla astronautów na przyszłe misje załogowe i kolonizację Księżyca. Badania mogą mieć wpływ na planowanie i projektowanie przyszłych załogowych lotów kosmicznych na Księżyc.
Aparaty RADOM pochodzą z bułgarskiej serii Ljulin, montowanych niegdyś dla rosyjskiej stacji kosmicznej Mir.